# Миллс, Фред
Фре́дерик Миллс или Миллз (англ. Frederick Mills, более известен как Фред Миллс (Fred Mills); 1935, Гуэлф — 7 сентября 2009, округ Уолтон, Джорджия) — канадский трубач и музыкальный педагог, солист Хьюстонского симфонического оркестра, Американского симфонического оркестра и оркестра канадского Национального центра искусств, один из основателей ансамбля Canadian Brass, участником которого он был более 20 лет.

## Биография

### Исполнительская деятельность
Фред Миллс получил музыкальное образование в Джульярдской высшей школе музыки в Нью-Йорке. Ещё во время учёбы в этом заведении он получил от знаменитого дирижёра Леопольда Стоковского приглашение в Хьюстонский симфонический оркестр в Техасе. В 1961 году Миллс также по приглашению Стоковского вернулся в Нью-Йорк, где стал солистом Американского симфонического оркестра. Во время жизни в Нью-Йорке он регулярно выступал в составе ведущих музыкальных коллективов города, сотрудничая со многими выдающимися музыкантами, в числе которых Игорь Стравинский и уже упомянутый выше Леопольд Стоковский.
В 1968 году Миллс вернулся на родину в Канаду чтобы присоединиться к оркестру Национального центра искусств в Оттаве. В 1972 году он был приглашён в квинтет медных духовых музыкальных инструментов Canadian Brass, в составе которого он выступал до 1996 года, приняв участие в нескольких десятках студийных записей и более чем в 3000 концертов. В 1992 году Миллс номинировался на музыкальную премию «Грэмми», однако не получил её.

### Педагогическая деятельность
В 1996 года Фред Миллс преподавал трубу и камерный ансамбль в университете штата Джорджия. Однако наряду с преподаванием он продолжал активную исполнительскую деятельность, регулярно выступая и гастролируя с сольными концертами, участвуя в различных фестивалях, мастер-классах и других мероприятиях в Америке, Европе и Азии, в том числе в Петербурге, Москве и Киеве.

### Смерть
7 сентября 2009 года, Фред Миллс погиб в автокатастрофе по дороге домой в город Атенс из международного аэропорта Хартсфилд-Джексон в Атланте, возвращаясь с зарубежных гастролей. 20 сентября в университете Джорджии состоялся концерт памяти Миллса с участием многих известных музыкантов Северной Америки, включая его бывшего коллегу по Canadian Brass трубача Рональда Ромма и солиста Нью-Йоркского филармонического оркестра тромбониста Джозефа Алесси. На официальном сайте Canadian Brass был открыт раздел, посвящённый памяти Фреда Миллса, содержащий соболезнования коллег и поклонников музыканта в связи с его гибелью.